# Rowlandius abeli
Rowlandius abeli är en spindeldjursart som beskrevs av Armas 2002. Rowlandius abeli ingår i släktet Rowlandius och familjen Hubbardiidae. Inga underarter finns listade i Catalogue of Life.